# Carlos Ischia
Carlos Luis Ischia (Buenos Aires, 28 de octubre de 1956) es un exfutbolista y exentrenador argentino.
Siendo director técnico tuvo su mejor época en Boca Juniors, siendo campeón en la Recopa Sudamericana 2008 y en el Torneo Apertura 2008, más tarde pasó por Deportivo Quito, donde ganó el Campeonato Ecuatoriano de 2011.
Como jugador fue internacional con la selección de fútbol de Argentina en el año 1980.

## Trayectoria

### Como futbolista

#### Comienzos
Debutó en 1975 con el Club Atlético Chacarita Juniors. Hasta 1984 había jugado en cuatro clubes de Argentina, entre ellos el Club Atlético Vélez Sarsfield entre 1979 y 1983.

#### Junior de Barranquilla
Para 1984 viaja a Colombia, contratado por el Junior de Barranquilla, cuadro con el que jugó las temporadas 1984 y 1985.  

#### América de Cali
En 1986 llega al mérica, con el cual juega la Copa Libertadores en la que el conjunto rojo pierde la final contra River Plate. En diciembre del mismo año y durante el octogonal final, Ischia anota el tercer gol para vencer al Cali 1-3 en el clásico vallecaucano, con lo que el América se corona campeón anticipado faltando una fecha para culminar el torneo, y a la vez logra la marca aún vigente en Colombia de cinco títulos consecutivos.

#### Junior de Barranquilla II
En 1987 vuelve al Junior, con el que juega las temporadas 1987 y 1988. 

#### Vélez Sarsfield
En 1989 retorna a Argentina para jugar nuevamente con Vélez hasta 1990. Disputó entre partidos locales y Copa Libertadores de América de 1980, 218 encuentros, anotando 28 goles para Vélez Sarsfield.

### Como asistente técnico
En el Club Atlético Vélez Sarsfield fue asistente de campo de Carlos Bianchi, donde obtuvo tres torneos locales, una Copa Libertadores de América, una Copa Interamericana y una Copa Intercontinental, venciendo en la final al AC Milan. Después de un paso por AS Roma de la Serie A de Italia, trabajó también en Boca Juniors entre los años 1998 y 2001, época de gloria del club, en el que conquistó, entre otros logros, una Copa Intercontinental y dos Copas Libertadores.

### Como entrenador

#### Comienzos como entrenador
Posteriormente se convirtió en director técnico dirigiendo a Vélez Sarsfield entre 2002 y 2004, logrando un tercer puesto en el Torneo Clausura 2003. Dirigió luego a Gimnasia (LP) entre 2004 y 2005, y al Junior de Barranquilla en el torneo Clausura 2005.
También dirigió al Rosario Central, pero tras 14 fechas en el Apertura 2007 debió dejar el cargo, luego de una muy mala campaña en donde, a pesar de haber ganado el Clásico Rosarino en condición de visitante, el club de Arroyito se ubicaba último en la tabla de posiciones.

#### Boca Juniors
En diciembre de 2007 fue designado para dirigir a Boca Juniors tras la no renovación del contrato de Miguel Ángel Russo, quien dejó el cargo al no querer modificaciones en su cuerpo técnico, a pesar de haber conseguido la Copa Libertadores 2007 en su primer año en el club, y el subcampeonato del mundo en el Mundial de Clubes 2007.
El 28 de agosto de 2008 Ischia consigue su primer título internacional llevando a Boca a ser campeón de la Recopa "Corona" Sudamericana 2008. En el partido de ida Boca ganó por 3 tantos (Martín Palermo, Sebastián Battaglia y Rodrigo Palacio) contra 1 de Arsenal; y empató (2-2) -sobre la hora- el partido de vuelta en la Bombonera con un gol de tiro libre de Juan Román Riquelme (previo gol de Rodrigo Palacio).
El 23 de diciembre de 2008 consigue el Torneo Apertura con Boca Juniors perdiendo 1-0 en el último partido con Tigre, pero igualmente victorioso por la diferencia de goles a favor en el triangular final: en el primer partido San Lorenzo había vencido a Tigre por 2-1, para ser luego derrotado por Boca Juniors 3-1. Este fue el primer torneo local de Ischia como entrenador. Sin embargo el 17 de junio de 2009 deja de ser entrenador de Boca Juniors debido a los malos resultados.

#### Atlas de Guadalajara
Luego de su despido en Boca Juniors, en diciembre de 2009 Ischia es contratado por el Club Atlas de Guadalajara de México, en el cual tuvo un desastroso arranque en el Torneo Apertura 2010: cuatro derrotas y un empate, obteniendo un punto de 15 posibles y mandando a los rojinegros al sótano de la tabla general de dicho campeonato, lo que llevó a la directiva del club tapatío a destituirlo de su cargo como entrenador en agosto de 2010.

#### Deportivo Quito
El 6 de mayo de 2011 el estratega argentino firma con Sociedad Deportivo Quito de Ecuador, equipo con el cual logra el campeonato de la Serie A después de una magnífica campaña. El 14 de mayo de 2012 fue despedido por la dirigencia del equipo quiteño tras recibir una goleada 6-0 contra Universidad de Chile en la Copa Libertadores; sin embargo, aparentemente ésta no fue la principal razón por la que fue marginado del club, se cree que fue realmente porque días antes del partido contra U. de Chile, Ischia habló muy mal de los directivos del conjunto capitalino, reclamando varias deudas y promesas que éstos tenían para con él y los jugadores. Horas después de su retiro como técnico del Quito, Ischia declaró que “duele que (los directivos) no estén a la altura de las circunstancias”, manifestando también estar “cansado de los incumplimientos, de las mentiras, de un montón de cosas que serían muchísimas para enumerarlas”.

#### Racing Club
El 30 de agosto de 2013 se convirtió en el nuevo técnico de Racing Club, firmando un contrato de 10 meses. El 2 de septiembre fue presentado a la prensa y dirigió su primera práctica. El 7 de octubre dejó de ser el DT de Racing, dirigió 5 partidos en el club con cuatro derrotas y un empate. Tras la no renovación de Luis Soler a la dirección técnica del Barcelona Sporting Club de Ecuador para la temporada 2014, el nombre de Carlos Ischia comienza a sonar fuertemente en el cuadro Ídolo del Astillero, siendo anunciado oficialmente el 10 de diciembre del 2013 por la página web del cuadro torero. En mayo de 2014 es separado del club ante los malos resultados.

#### Aucas y The Strongest
En junio de 2015, asume la dirección de Aucas, con el objetivo de mantener al equipo en la categoría de privilegio del fútbol ecuatoriano, gracias a los buenos resultados, esto fue alcanzado y además se logró clasificar a la Copa Sudamericana 2016.
El 21 de diciembre de 2017 estampa su firma como Director técnico del club boliviano The Strongest, el cual contrata a Ischia para afrontar la Libertadores 2018 y el torneo local de Bolivia. Sin embargo, el 27 de marzo (tres meses después de asumir), deja el cargo por motivos personales.

## Clubes

### Como jugador
| Club              | País      | Año       |
| ----------------- | --------- | --------- |
| Chacarita Juniors | Argentina | 1975-1979 |
| Vélez Sarsfield   | Argentina | 1979-1984 |
| Junior            | Colombia  | 1984-1985 |
| América de Cali   | Colombia  | 1986      |
| Junior            | Colombia  | 1987-1989 |
| Vélez Sarsfield   | Argentina | 1989-1990 |
| Chacarita Juniors | Argentina | 1990-1991 |

### Como asistente
| Club            | País      | Año       | Asistente de   |
| --------------- | --------- | --------- | -------------- |
| Vélez Sarsfield | Argentina | 1993-1996 | Carlos Bianchi |
| Roma            | Italia    | 1996-1997 | Carlos Bianchi |
| Boca Juniors    | Argentina | 1998-2001 | Carlos Bianchi |

### Como entrenador
| Club             | País      | Año         |
| ---------------- | --------- | ----------- |
| Vélez Sarsfield  | Argentina | 2002- 2004  |
| Gimnasia (LP)    | Argentina | 2004 - 2005 |
| Junior           | Colombia  | 2005        |
| Rosario Central  | Argentina | 2007        |
| Boca Juniors     | Argentina | 2008 - 2009 |
| Atlas            | México    | 2010        |
| Deportivo Quito  | Ecuador   | 2011 - 2012 |
| Racing Club      | Argentina | 2013        |
| Barcelona        | Ecuador   | 2014        |
| Aucas            | Ecuador   | 2015 - 2016 |
| The Strongest    | Bolivia   | 2018        |
| Delfín SC        | Ecuador   | 2020        |
| Deportivo Cuenca | Ecuador   | 2023        |

## Estadísticas

### Como entrenador
| Equipo                     | Div.                | Torneo                      | Estadísticas | Estadísticas | Estadísticas | Estadísticas | Estadísticas | Estadísticas | Estadísticas | Estadísticas |
| Equipo                     | Div.                | Torneo                      | PJ           | G            | E            | P            | GF           | GC           | DG           | Efectividad  |
| -------------------------- | ------------------- | --------------------------- | ------------ | ------------ | ------------ | ------------ | ------------ | ------------ | ------------ | ------------ |
| Vélez Sarsfield Argentina  | 1.ª                 | Clausura 2002               | 3            | 2            | 0            | 1            | 5            | 2            | +3           | 66.67%       |
| Vélez Sarsfield Argentina  | 1.ª                 | Apertura 2002               | 19           | 8            | 4            | 7            | 23           | 19           | +4           | 49.12%       |
| Vélez Sarsfield Argentina  | 1.ª                 | Clausura 2003               | 19           | 12           | 2            | 5            | 27           | 12           | +15          | 66.67%       |
| Vélez Sarsfield Argentina  | 1.ª                 | Apertura 2003               | 19           | 5            | 7            | 7            | 20           | 28           | -8           | 38.6%        |
| Vélez Sarsfield Argentina  | 1.ª                 | Copa Sudamericana 2003      | 2            | 0            | 0            | 2            | 2            | 7            | -5           | 0%           |
| Vélez Sarsfield Argentina  | 1.ª                 | Clausura 2004               | 19           | 9            | 4            | 6            | 31           | 21           | +10          | 54.39%       |
| Vélez Sarsfield Argentina  | 1.ª                 | Copa Libertadores 2004      | 6            | 2            | 1            | 3            | 7            | 9            | -2           | 38.89%       |
| Vélez Sarsfield Argentina  | Total               | Total                       | 87           | 38           | 18           | 31           | 115          | 98           | +17          | 50.57%       |
| Gimnasia (LP) Argentina    | 1.ª                 | Apertura 2004               | 19           | 6            | 7            | 6            | 16           | 23           | -7           | 43.86%       |
| Gimnasia (LP) Argentina    | 1.ª                 | Clausura 2005               | 5            | 2            | 0            | 3            | 5            | 7            | -2           | 40%          |
| Gimnasia (LP) Argentina    | Total               | Total                       | 24           | 8            | 7            | 9            | 21           | 30           | -9           | 43.06%       |
| Junior · Colombia          | 1.ª                 | Finalización 2005           | 24           | 12           | 3            | 9            | 29           | 35           | -6           | 54.17%       |
| Junior · Colombia          | Total               | Total                       | 24           | 12           | 3            | 9            | 29           | 35           | -6           | 54.17%       |
| Rosario Central Argentina  | 1.ª                 | Clausura 2007               | 12           | 6            | 1            | 5            | 12           | 10           | +2           | 52.78%       |
| Rosario Central Argentina  | 1.ª                 | Apertura 2007               | 14           | 1            | 7            | 6            | 15           | 23           | -8           | 23.81%       |
| Rosario Central Argentina  | Total               | Total                       | 26           | 7            | 8            | 11           | 27           | 33           | -6           | 37.18%       |
| Boca Juniors Argentina     | 1.ª                 | Clausura 2008               | 19           | 11           | 6            | 2            | 33           | 15           | +18          | 68.42%       |
| Boca Juniors Argentina     | 1.ª                 | Copa Libertadores 2008      | 12           | 6            | 3            | 3            | 24           | 18           | +6           | 58.33%       |
| Boca Juniors Argentina     | 1.ª                 | Recopa Sudamericana 2008    | 2            | 1            | 1            | 0            | 5            | 3            | +2           | 66.67%       |
| Boca Juniors Argentina     | 1.ª                 | Apertura 2008               | 21           | 13           | 3            | 5            | 36           | 26           | +13          | 66.67%       |
| Boca Juniors Argentina     | 1.ª                 | Copa Sudamericana 2008      | 4            | 1            | 1            | 2            | 5            | 5            | 0            | 33.33%       |
| Boca Juniors Argentina     | 1.ª                 | Clausura 2009               | 17           | 5            | 4            | 8            | 18           | 22           | -4           | 37.25%       |
| Boca Juniors Argentina     | 1.ª                 | Copa Libertadores 2009      | 8            | 5            | 1            | 2            | 13           | 6            | +7           | 66.67%       |
| Boca Juniors Argentina     | Total               | Total                       | 83           | 42           | 19           | 22           | 134          | 98           | +36          | 58.23%       |
| Atlas · México             | 1.ª                 | Bicentenario 2010           | 17           | 7            | 3            | 7            | 26           | 23           | +3           | 47.06%       |
| Atlas · México             | 1.ª                 | Apertura 2010               | 5            | 0            | 1            | 4            | 2            | 6            | -4           | 8.33%        |
| Atlas · México             | Total               | Total                       | 22           | 7            | 4            | 11           | 28           | 29           | -1           | 37.88%       |
| Deportivo Quito · Ecuador  | 1.ª                 |                             |              |              |              |              |              |              |              |              |
| Deportivo Quito · Ecuador  | 1.ª                 | Campeonato Ecuatoriano 2011 | 29           | 17           | 7            | 5            | 43           | 19           | +24          | 66.67%       |
| Deportivo Quito · Ecuador  | 1.ª                 | Copa Sudamericana 2011      | 2            | 1            | 0            | 1            | 1            | 2            | -1           | 50%          |
| Deportivo Quito · Ecuador  | 1.ª                 | Campeonato Ecuatoriano 2012 | 14           | 4            | 6            | 4            | 22           | 15           | +7           | 42.86%       |
| Deportivo Quito · Ecuador  | 1.ª                 | Copa Libertadores 2012      | 8            | 4            | 1            | 3            | 15           | 11           | +4           | 54.17%       |
| Deportivo Quito · Ecuador  | Total               | Total                       | 53           | 26           | 14           | 13           | 81           | 47           | +34          | 57.86%       |
| Racing Club Argentina      | 1.ª                 | Inicial 2013                | 5            | 0            | 1            | 4            | 1            | 8            | -7           | 6.67%        |
| Racing Club Argentina      | Total               | Total                       | 5            | 0            | 1            | 4            | 1            | 8            | -7           | 6.67%        |
| Barcelona · Ecuador        | 1.ª                 | 2014                        | 17           | 7            | 4            | 6            | 16           | 14           | +2           | 49.02%       |
| Barcelona · Ecuador        | Total               | Total                       | 17           | 7            | 4            | 6            | 16           | 14           | +2           | 49.02%       |
| Aucas · Ecuador            | 1.ª                 | 2015                        | 25           | 10           | 8            | 7            | 33           | 28           | +5           | 50.67%       |
| Aucas · Ecuador            | 1.ª                 | 2016                        | 13           | 3            | 5            | 5            | 12           | 18           | -6           | 35.9%        |
| Aucas · Ecuador            | Total               | Total                       | 38           | 13           | 13           | 12           | 45           | 46           | -1           | 45.61%       |
| The Strongest · Bolivia    | 1.ª                 | Apertura 2018               | 10           | 5            | 1            | 4            | 17           | 12           | +5           | 53.33%       |
| The Strongest · Bolivia    | 1.ª                 | Copa Libertadores 2018      | 1            | 1            | 0            | 0            | 1            | 0            | +1           | 100%         |
| The Strongest · Bolivia    | Total               | Total                       | 11           | 6            | 1            | 4            | 18           | 12           | +6           | 57.58%       |
| Delfín SC · Ecuador        | 1.ª                 | 2020                        | 7            | 2            | 2            | 3            | 5            | 6            | -1           | 38.1%        |
| Delfín SC · Ecuador        | 1.ª                 | Copa Libertadores 2020      | 2            | 0            | 1            | 1            | 1            | 2            | -1           | 16.67%       |
| Delfín SC · Ecuador        | Total               | Total                       | 9            | 2            | 3            | 4            | 6            | 8            | -2           | 33.33%       |
| Deportivo Cuenca · Ecuador | 1.ª                 | 2023                        | 20           | 6            | 7            | 7            | 23           | 23           | 0            | 41.67%       |
| Deportivo Cuenca · Ecuador | Total               | Total                       | 20           | 6            | 7            | 7            | 23           | 23           | 0            | 41.67%       |
| Total en su carrera        | Total en su carrera | Total en su carrera         | 419          | 174          | 102          | 143          | 544          | 481          | +63          | 49.64%       |

## Palmarés

### Como jugador
| Título                       | Club            | País     | Año  |
| ---------------------------- | --------------- | -------- | ---- |
| Primera División de Colombia | América de Cali | Colombia | 1986 |

### Como asistente técnico
Torneos nacionales
| Título           | Club            | País      | Año    |
| ---------------- | --------------- | --------- | ------ |
| Primera División | Vélez Sarsfield | Argentina | C-1993 |
| Primera División | Vélez Sarsfield | Argentina | A-1995 |
| Primera División | Vélez Sarsfield | Argentina | C-1996 |
| Primera División | Boca Juniors    | Argentina | A-1998 |
| Primera División | Boca Juniors    | Argentina | C-1999 |
| Primera División | Boca Juniors    | Argentina | A-2000 |

Torneos internacionales
| Título                | Club            | Sede         | Año  |
| --------------------- | --------------- | ------------ | ---- |
| Copa Libertadores     | Vélez Sarsfield | São Paulo    | 1994 |
| Copa Intercontinental | Vélez Sarsfield | Tokio        | 1994 |
| Copa Interamericana   | Vélez Sarsfield | Buenos Aires | 1996 |
| Copa Libertadores     | Boca Juniors    | São Paulo    | 2000 |
| Copa Intercontinental | Boca Juniors    | Tokio        | 2000 |
| Copa Libertadores     | Boca Juniors    | Buenos Aires | 2001 |

### Como entrenador
Campeonatos nacionales
| Título           | Club            | País      | Año    |
| ---------------- | --------------- | --------- | ------ |
| Primera División | Boca Juniors    | Argentina | A-2008 |
| Serie A          | Deportivo Quito | Ecuador   | 2011   |

Campeonatos internacionales
| Título              | Club         | Sede         | Año  |
| ------------------- | ------------ | ------------ | ---- |
| Recopa Sudamericana | Boca Juniors | Buenos Aires | 2008 |